# Wegaf
Wegaf (1773-1769) (transliterat și Ugaf) a fost al un faraon al dinastiei a XIII-a a Egiptului Antic.
- Numele de naștere: Wegaf, cu o semnificație incertă.
- Numele de domnie: Khui - taui - Re „Cel care ocrotește ambele țări, un Re“.

## Biografie
Unii egiptologi au derivat numele Wegaf dintr-un titlu militar semitic (wqf). K. Ryholt a respins această ipoteză, afirmând că numele este de origine egipteană, deoarece nu este scris prin intermediul scrierii silabice utilizată pentru redarea numelor străine. Cercetătorul propune traducerea „Ca el să poată mesteca“, presupunând că avem de-a face cu o deficiență fizică a faraonului, adică suveranul întâmpina greutăți la ingestie. Această propunere ni se pare forțată. De fapt, numele este compus din radicalul wg<3/i> și pronumele sufix f „el“. P. Wilson a precizat faptul că verbul wg implică acțiunea maxilarului de jos, prin urmare calități distructive. Ca atare, numele se poate traduce prin „El care mestecă“, verbul având un sens metaforic. Acest fapt reiese și din forma transmisă în limba coptă a cuvântului care are înțelesul de „a lovi, a strivi, a distruge“. O atare semnificație poate este în legătură cu numele-Horus al faraonului: Sekhem-netjeru „Forța zeilor“, dar și cu numele-nebti Khai-bau „Manifestarea/ Apariția puterii“. În funcție de modalitatea de percepere a primului semn hieroglific al numelui (semnul monoconsonantic w / u), numele faraonului este transliterat fie Wegaf, fie Ugaf.
Numele de domnie: Khui - taui - Re „Cel care ocrotește ambele țări, un Re“.